# 하야시 마스미
하야시 마스미(林真須美, 1961년 7월 22일 ~ )는 일본의 살인자이다.

## 사건
1998년 7월 25일 저녁에 와카야마현 와카야마시에서 열린 지역 축제에서 식사로 제공된 카레에 비소를 섞어 넣은 해당 사건으로 4명이 사망하고 63명이 중독된 통칭 와카야마 독물 카레 사건의 범인으로 지목되었다. 하야시는 1998년 10월 4일에 와카야마히가시 경찰에 의해 체포되었는데, 범행 당시에는 가정주부로 일하고 있었다. 흰개미 구제를 업으로 했던 하야시의 남편은 보험 사기 혐의로 6년간 징역을 산 적이 있는데, 이로 인해 하야시가 이웃 사람들에게 원한을 가지게 된 것이 사건의 동기로 알려져 있다.

## 판결
하야시는 2002년에 와카야마 지방법원으로부터 사형을 선고받았으며, 2005년에 오사카 고등법원은 하야시에게 사형을 재차 선고했다. 2009년 4월에 대법원에서도 사형을 선고함에 따라 하야시에 대한 사형은 확정이 되었다. 이 사건 이후 현재까지도 구치소에 수감되어 있다. 하지만 2021년 6월 9일, 사건발생 23년만에 억울한 사건에 대한 재심이 지방법원에서 받아들여지면서 현재 재심을 기다리고 있는 상황이다. 이와 동시에 재심이 결정된 날 하야시의 딸과 손자가 오사카 간사이공항 연락교에서 자살이라는 극단적인 선택을 하였고, 아버지마저 극단적 선택을 했지만 실패로 돌아갔다. 또한 16세의 나이의 손녀 고코로도 역시 마찬가지로 같은 날 폭행과 구타에 의한 충격으로 사망하였다.